# Интернациональные коммунисты Германии
Интернациональные коммунисты Германии (от нем. Internationale Kommunisten Deutschlands, сокращ. IKD) — так называлась недолговечная коммунистическая организация, которая основала Коммунистическую партию Германии 31 декабря 1918 года вместе со Спартакистским союзом Розы Люксембург и Карла Либкнехта.

## История
Название ИКГ было принято группой так называемых бременских левых радикалов и других независимых революционных групп в Гамбурге, Берлине, Дрездене и некоторых других местах.
Когда в 1917 году возникла НСДПГ, эти группы не следовали политике Союза спартакистов по сотрудничеству в новой партии и вместо этого стремились сформировать независимую коммунистическую организацию на национальном уровне. Полицейские репрессии препятствовали этому до тех пор, пока 15 декабря 1918 года ИКГ не была формально создана как свободная федерация местных группировок – чтобы всего через полмесяца войти в недавно созданную КПГ.
Политически ИКГ определялись ультралевыми тенденциями; так, например, части бременских левых радикалов выступали за замену профсоюзов единой организацией, которая должна была выполнять функции партии и профсоюза в одном.
Многие члены ИКГ скептически относились к ассоциации со Союзом Спартака, в том числе Иоганн Книф из Бременской группы. Карл Радек, прибывший в Берлин из Москвы в конце декабря 1918 года (предположительно 20 декабря) и тесно сотрудничавший в предыдущие годы с бременскими левыми радикалами и Иоганном Книфом, сыграл решающую роль в переориентации и привлечении людей ИКГ к объединению.
Первоначально ИКГ, как Интернациональные социалисты Германии (от нем. Internationale Sozialisten Deutschlands, сокрщ. ISD), были частью фракции в СДПГ, которая выступала против политики мира в замке социал-демократии во время Первой мировой войны. Течение, также называемое леворадикальным, было организовано локально независимо. Отдельные группы выпускали различные журналы, такие как Lichtstrahlen в Берлине (руководство по написанию Джулиан Борхардт, ИСГ), Bremer Bürger-Zeitung, позже Arbeiterpolitik Бремен (руководство по написанию Иоганн Книф, Карл Радек, Пауль Фройлих, ИСГ, затем ИКГ), Коммунист (Иоганн Книф, Фридрих Вильгельм Эйльдерманн), а также Kampf в Бремене (руководство по написанию Иоганн Книф, Фридрих Вильгельм Эйльдерманн), а также Kampf в Гамбурге (написание Генриха Лауфенберга и Фрица Вольфхайма).
В последующий период часть Бременской группы отстаивала тезис о том, что СДПГ должна быть окончательно отделена, и под влиянием Иоганна Книфа 23 ноября 1918 года первая объявленная коммунистическая партия Германии была  Интернациональными коммунистами Германии, части Бременской группы в последующий период высказали тезис о необходимости окончательного отделения от СДПГ и основали под влиянием Иоганна Книфа первую коммунистическую партию в Германии. В Германии возникло несколько местных группировок, самые крупные из которых находились в Бремене, Гамбурге и Дрездене под руководством Отто Рюле. 24 декабря 1918 года в Берлине состоялся I рейхсъезд ИКГ после 1-го рейхсъезда рабочих и солдатских советов, который проходил с 16 по 20 декабря 1918 года. На этом обсуждалось слияние с группой «Спартак».
Во время учредительного партийного съезда Коммунистической партии группы ИКД объединились с Лигой Спартака, чтобы сформировать КПГ. Однако значительная часть бывших членов ИКД уже была исключена из КПГ на Гейдельбергском партийном съезде, проходившем с 20 по 23 октября 1919 года, за то, что они выступили в партии против централизма группы «Спартак». Затем они были обвинены в синдикализме Паулем Леви. Ведущие бывшие члены ИКГ, такие как Отто Рюле и Генрих Лауфенберг, затем 3 апреля 1920 года основали Коммунистическую рабочую партию Германии; меньшинство вокруг Пауля Фрелиха осталось в КПГ.

## Известные участники
- Мари Грисбах
- Иоганн Книф
- Отто Рюле
- Джулиан Борхардт
- Генрих Лауфенберг

## Дальнейшее чтение
- Герхард Энгель: Интернациональные Коммунисты Германии, в: Ральф Хоффрогге / Норман Лапорт (ред.): Веймарский коммунизм как массовое движение 1918-1933, Лондон: Лоуренс и Уишарт, стр. 25-44.

## Внешние ссылки
- Бременские левые радикалы. Из истории бременского рабочего движения до 1920 г. (PDF; 5,1 МБ, 70 страниц) Группа трудовой политики